# 1997 CW29
1997 CW29 est un objet transneptunien tres mal connu probablement faisant partie des plutinos.

## Caractéristiques
1997 CW29 mesure environ 220 kilomètres de diamètre.